# Rex Ingram (filmowiec)
Rex Ingram właś.Reginald Ingram Montgomery Hitchcock (ur. 15 stycznia 1892 w Dublinie, zm. 21 lipca 1950 w Los Angeles) – brytyjski reżyser, scenarzysta, aktor i producent filmowy. 

## Wybrana filmografia
- 1921: Czterech jeźdźców Apokalipsy
- 1922: Romans królewski
- 1926: Mare Nostrum